# Piastovci
Piastovci (polsky Piastowie) byli původní polskou knížecí a později královskou dynastií.

## Původ
Přestože svůj původ odvozovali od bájného Piasta, oráče z hnězdenského podhradí, byl historicky za prapředka všech polských knížat považován jistý Chościsko.

## Název
Samotný název dynastie „Piastovci“ je až pozdějšího původu, poprvé se pro označení dynastie Piastovců objevuje v 17. století.

## Vláda
Polsku vládli do roku 1370, vedlejší větve Piastovců se udržely dále v samostatném mazovském knížectví (později vévodství) a ve Slezsku. Mazovští Piastovci vymřeli po meči vévodou Januszem III. Mazovským, roku 1526.

Znak Polska

Slezské větve vymíraly postupně: 1335 vratislavská, 1368 svídnická, 1492 olešnická, 1504 hlohovská, 1532 opolská, 1625 těšínská a poslední břežsko-lehnická roku 1675 vévodou Jiřím IV. Vilémem, který byl posledním mužským příslušníkem dynastie Piastovců vůbec. Poslední Piastovna, sestra Jiřího IV. Viléma Karolína, žila do roku 1707.
- Bájná knížata: Piast, Siemovít, Lestek (Lestko), Siemomysł
- První historicky doložený piastovský kníže: Měšek I. († 992)
- První polský král Boleslav I. Chrabrý (992–1026)
- Poslední panující Piastovec: Kazimír III. Veliký (1333–1370)

## Pověst o původu dynastie

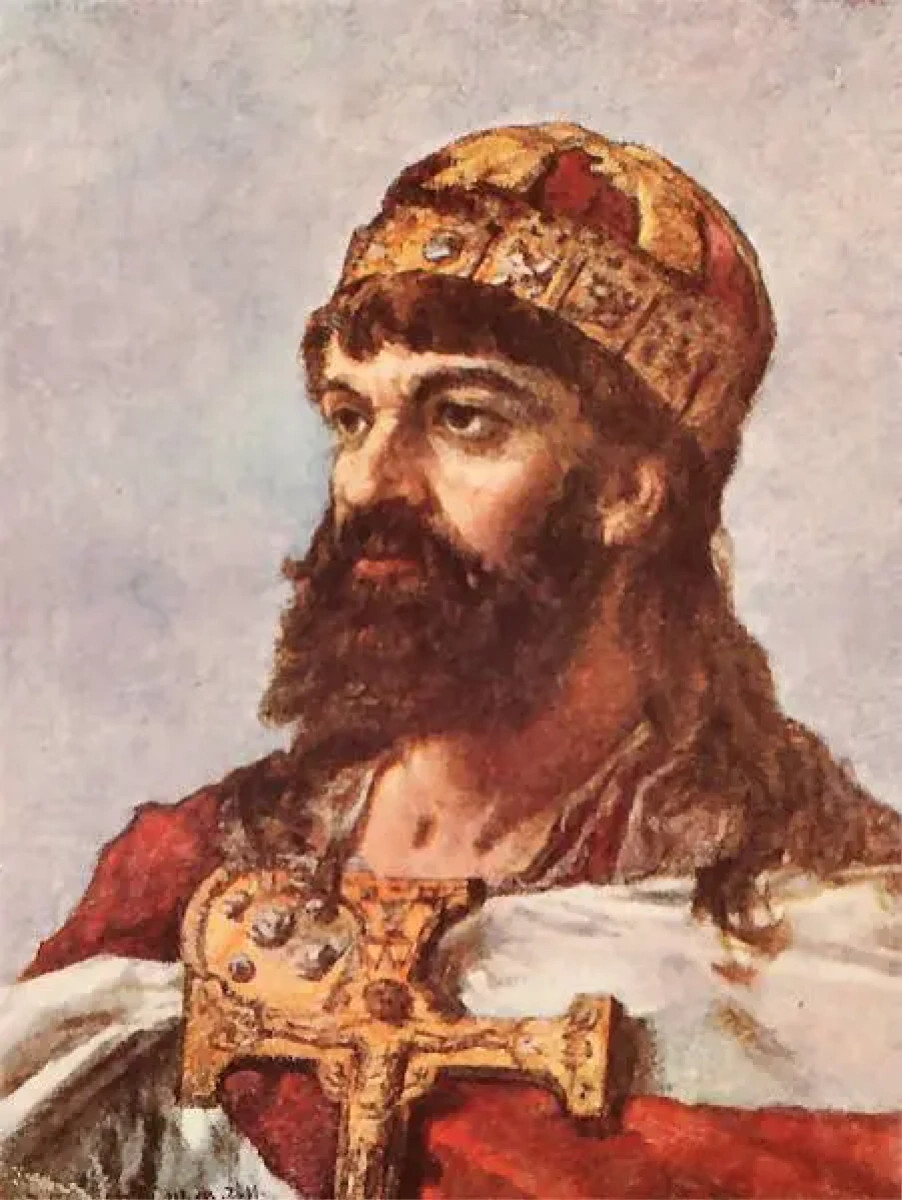
Měšek I., první historický vládce Polska

Podle pověsti vládl v dávných letech v Hnězdně zlý vládce Popiel I. z kmene Popielů. Byl však vyhnán a na jeho místo nastoupil rolník z hnězdenského podhradí jménem Piast. Jeho potomci vládli v Hnězdnu dále a postupně zde vytvořili stát. Tuto pověst zachytil počátkem 12. století v díle Polská kronika (latinsky Chronicon Polonorum) Gallus Anonimus, neznámý autor, nazývaný tak pro svůj pravděpodobný francouzský původ. Psal na zakázku knížete Boleslava III. Křivoústého.
V pověsti se zřejmě mlhavě odrážejí boje mezi mocným kmenovým svazem Polanů a jejich nejsilnějšími protivníky Lenčici, které si dočasně podrobili. Polané vytlačili Lenčické z jejich sídla Hnězdna. Lenčici se sem později vrátili a začali kolem Hnězdna sjednocovat další západoslovanské kmeny.
Motiv knížete-zakladatele, který je rolnického původu, je typický pro pověsti západních Slovanů. Prvním představitelem rodu je nejenom u polských Piastovců, ale také u českých Přemyslovců a u slovanské knížecí dynastie v Korutanech.

## Polští vládci z dynastie Piastovců
- Chościsko (795–867)
- Piast (9. století – 870)
- Siemovít (9. století – nedoloženo)
- Lestek (Lešek) (9. až 10. století – nedoloženo)
- Siemomysł (10. století – nedoloženo)
- Měšek I. (960? – 992 – první historicky doložený vládce)
- Boleslav Chrabrý (992–1025)
- Měšek II. Lambert (1025–1031)
- Bezprym 1031–1032)
- Měšek II. Lambert (1032–1034)
- Kazimír I. Obnovitel (1039–1058)
- Boleslav II. Smělý (1058–1079)
- Vladislav I. Herman (1079–1102)
- Zbyhněv (1102–1107)
- Boleslav III. Křivoústý (1102–1138)
- Vladislav II. Vyhnanec (1138–1146)
- Boleslav IV. Kadeřavý (1146–1173)
- Měšek III. Starý (1173–1177)
- Kazimír II. Spravedlivý (1177–1194)
- Lešek I. Bílý (1194–1202)
- Vladislav III. Dlouhán (1202–1206)
- Lešek I. Bílý (1206–1210)
- Měšek IV. Křivonohý (1210–1211)
- Lešek I. Bílý (1211–1227)
- Vladislav III. Dlouhán (1227–1229)
- Konrád I. Mazovský (1229–1232)
- Jindřich I. Bradatý (1232–1238)
- Jindřich II. Pobožný (1238–1241)
- Konrád I. Mazovský (1241–1243)
- Boleslav V. Stydlivý (1243–1279)
- Siemomysl Kujavský (1247–1287)
- Lešek II. Černý (1279–1288)
- Jindřich IV. Probus (1288–1290)
- Přemysl II. Velkopolský (1290–1296)

Vláda Přemyslovců: Václav II. (1291–1305) a Václav III. (1305–1306)
- Vladislav I. Lokýtek (1306–1333)
- Kazimír III. Veliký (1333–1370)

Následovala dynastie Anjouovská.

## Ženy z rodu Piastovců

### Královny chotě
- Świętosława, údajná dcera Měška I. Polského, dánská, norská, švédská a anglická královna choť, matka Knuta Velikého, krále celé Anglie, Dánska a Norska
- Svatava Polská, dcera Kazimíra I. Obnovitele, česká královna choť
- Richenza Polská, dcera Boleslava III. Křivoústého, švédská královna choť, matka dánského krále Knuta V. Dánského a dánské královny choti Sofie z Novgorodu
- Richenza Polská, dcera Vladislava II. Vyhnance, leónská a galicijská královna choť, kastilská královna choť, císařovna všech Španělů
- Salomena Polská, dcera Leška I. Bílého, halyčská královna choť
- Fenena Kujavská, dcera Siemomysla Kujavského, uherská královna choť
- Eliška Rejčka, dcera Přemysla II., polská a česká královna choť
- Viola Těšínská, dcera těšínského vévody Měška I., uherská, česká a polská královna choť
- Marie Bytomská, dcera Kazimíra Bytomského, uherská královna choť
- Beatrix Svídnicko-Javorská, dcera Boleslava I. Surového, římská královna
- Hedvika Kališská, dcera Boleslava Pobožného, polská královna choť, matka polského krále Kazimíra III. Velikého a uherské královny choti Alžběty Polské
- Alžběta Polská, dcera Vladislava I. Lokýtka, uherská královna choť, matka polského, uherského a chorvatského krále Ludvíka I. a uherského a chorvatského krále Karla I. Roberta
- Anna Svídnická, dcera svídnického vévody Jindřicha II., německá a česká královna choť a císařovna Svaté říše římské, matka římského a českého krále Václava IV. Českého
- Hedvika Zaháňská, dcera Jindřicha V. Železného, polská královna choť

### Další
- Karolína Lehnicko-Břežská, poslední legitimní členka celé dynastie, šlesvicko-holštýnsko-sonderbursko-wiesenburská vévodkyně